# Myiopharus angusta
Myiopharus angusta là một loài ruồi trong họ Tachinidae.